# Windows Journal
Windows Journal era un'applicazione sviluppata e distribuita da Microsoft Corporation, ottimizzata per i tablet con i sistemi operativi Windows e Windows Phone, che consentiva di creare e organizzare appunti (di testo e grafici) sfruttando il touch screen, salvandoli come file JNT. È disponibile a partire da Windows XP Tablet PC Edition, e a partire da Windows Vista, nelle versioni Home Premium e superiori, è stata inclusa anche nelle versioni Desktop dei sistemi operativi di casa Microsoft. Microsoft ha distribuito anche un formato di file apposito per questo tipo di software, il Journal Note Text (JNT), visionabile tramite il software proprietario Microsoft Journal Viewer.
Con la versione 1607 di Windows 10 del 2 agosto 2016 (nota come Anniversary Update) il programma è stato automaticamente disinstallato, a causa dei problemi di sicurezza che affliggevano il formato JNT. Il supporto Microsoft mette ancora a disposizione il programma in versione depotenziata per poter aprire i documenti come misura temporanea. In suo luogo Microsoft consiglia l'uso di Microsoft OneNote.